# متنزه منتنغ
متنزه منتنغ (بالإندونيسية: Taman Menteng) هي حديقة تقع في منتنغ وسط جاكرتا عاصمة إندونيسيا. كان يشغل الحديقة سابقًا ملعب منتينغ. في أكتوبر 2006 تم هدم الملعب وبنيت الحديقة في المنطقة من قبل إدارة سوتيوسو. تقع الحديقة في وسط منطقة منتنغ السكنية. في الوقت الحاضر هي واحدة من الحدائق الشعبية في جاكرتا.

## الوصف
بنيت الحديقة على مساحة 30 هكتار، وتضم مجموعة من 30 نوعًا مختلفًا من النباتات. يوجد أيضًا في متنزه منتنغ مجموعة متنوعة من مرافق الدعم مثل ملعب للأطفال، بالإضافة إلى ملاعب كرة الصالات وكرة السلة ومسار الركض وموقف السيارات وركن المعارض. تتوفر خدمة الواي فاي المجانية في زوايا مختلفة من الحديقة. بعد حلول الظلام تتحول منطقة الحديقة إلى مكان لعشاق الطعام بسبب وجود بائعي المواد الغذائية. بشكل فريد يوجد في هذه الحديقة 44 بئر امتصاص للمساعدة في امتصاص مياه الأمطار إلى التربة.

## التاريخ
قبل إنشاء الحديقة كان يقع في المكان ملعب منتنغ متعدد الأغراض. كان يستخدم في الغالب لمباريات احتياطي كرة القدم وكان الملعب الرئيسي لفريق كرة القدم بفارسيا. تم بناء الاستاد في عام 1921 بواسطة المهندسين المعماريين الهولنديين ف. ج. كوباتز دان بي موجين.
في أكتوبر 2006 تم هدم الاستاد وتم بناء حديقة عامة تسمى منتنغ بارك على المنطقة من قبل إدارة سوتيوسو، حاكم جاكرتا في ذلك الوقت. كان الهدم محل جدال كبير مع اتحاد إندونيسيا لكرة القدم، لأن وزير شؤون الشباب والرياضة أدهياكاسا داولت لم يوافق على هذا الإجراء. كما أدى هدم الاستاد إلى نزاعات حلت فريق بيرسيجا جاكرتا.